# Roland Schopp
Roland Schopp (* 20. Mai 1962 in Stuttgart; Künstlername ChaPeau) ist ein deutscher Zauberkünstler.

## Auszeichnungen
- 1. Preis Deutsche Meisterschaften 1987 (MZvD), Sparte: Comedy Magic
- 2. Preis Weltmeisterschaften 1988 (FISM), Sparte: Comedy Magic
- Künstler des Jahres bei der „Goldenen Künstlergala 1992“
- Europameister SAM-Kongress 1999

## Schriften
- Chapeaugrafie, Stuttgart : Zauberbuch-Verl., 2009